# Acrolophus thaminodes
Acrolophus thaminodes är en fjärilsart som beskrevs av Edward Meyrick 1919. Acrolophus thaminodes ingår i släktet Acrolophus och familjen Acrolophidae. Inga underarter finns listade i Catalogue of Life.